# Heptaulacus gadetinus
Heptaulacus gadetinus är en skalbaggsart som beskrevs av Baraud 1973. Heptaulacus gadetinus ingår i släktet Heptaulacus och familjen Aphodiidae. Inga underarter finns listade i Catalogue of Life.